# Miyakojima
Miyakojima (Japans: 宮古島市, Miyakojima-shi ; Miyako-taal: Myāku ; Uchinaguchi: Nāku) is een stad op verschillende eilanden in de prefectuur Okinawa, Japan. Het is de hoofdstad van de subprefectuur Miyako en ligt op meerdere eilanden in de Miyako-eilanden. De stad ontstond op 1 oktober 2005, toen de stad Hirara, de dorpen op Irabu en Gusukube, en het dorp op Ueno opgingen in de stad Miyakojima. De stad heeft een oppervlakte van 204,54 km², een bevolkingsomvang van 52.735 mensen en een bevolkingsdichtheid van 258 per km².
De stad omvat de volgende eilanden:
- Miyako
- Ikema
- Ogami
- Irabu
- Shimoji
- Kurima